# Selside (North Yorkshire)
Selside – osada w Anglii, w North Yorkshire. Selside jest wspomniana w Domesday Book (1086) jako Selesat.